# Monastère Mor Ephrem de Losser
Le monastère Mor Ephrem (en syriaque : Dayro d-Mor Ephrem) est un monastère syriaque orthodoxe situé près de village de Losser dans la province d'Overijssel aux Pays-Bas.
Premier monastère syriaque orthodoxe en dehors du Moyen-Orient, il est devenu un centre spirituel pour les Syriaques d'Europe.
Le monastère est le siège de l'archevêché syriaque orthodoxe pour l'Europe centrale et le Benelux (nl).

## Histoire
Ancien monastère catholique, le monastère Mor Ephrem a été acquis et établi en 1981 par Mor Yulius Yeshue Çiçek (en), alors métropolite du diocèse de l'Europe centrale. Il a été consacré le 7 juillet 1984.